# Bissell Pro Cycling Team/2010
Deze pagina geeft een overzicht van de wielerploeg Bissell Pro Cycling in 2010.

## Algemeen
Sponsor: Bissell
Algemeen manager: Glen Mitchell
Ploegleiders: Glen Mitchell, Eric Wohlberg

## Renners
| Naam                | Geboortedatum | Nationaliteit    | Ploeg 2009                         |
| ------------------- | ------------- | ---------------- | ---------------------------------- |
| Patrick Bevin       | 02-05-1991    | Nieuw-Zeeland    | neoprof vanaf 01-05                |
| Ian Boswell         | 07-02-1991    | Verenigde Staten | neoprof                            |
| Rob Britton         | 22-09-1984    | Canada           | neoprof                            |
| Daniel Holloway     | 21-05-1987    | Verenigde Staten | neoprof                            |
| Andy Jacques-Maynes | 22-09-1979    | Verenigde Staten | Bissell Pro Cycling                |
| Ben Jacques-Maynes  | 22-09-1978    | Verenigde Staten | Bissell Pro Cycling                |
| Shane Klime         | 11-04-1989    | Verenigde Staten | Kelly Benefit Strategies           |
| Peter Latham        | 08-01-1984    | Nieuw-Zeeland    | Bissell Pro Cycling                |
| Paul Mach           | 15-03-1982    | Verenigde Staten | Bissell Pro Cycling                |
| Cody O’Reilly       | 24-01-1988    | Verenigde Staten | Bissell Pro Cycling                |
| Frank Pipp          | 22-05-1977    | Verenigde Staten | Bissell Pro Cycling                |
| Jeremy Vennell      | 30-10-1978    | Nieuw-Zeeland    | Bissell Pro Cycling                |
| Kyle Wamsley        | 03-01-1980    | Verenigde Staten | Colavita-Sutter Home-Cooking Light |
| David Williams      | 19-06-1988    | Verenigde Staten | neoprof                            |

2005 · 2006 · 2007 · 2008 · 2009 · 2010 · 2011 · 2012